# Io canto Senior
Io canto Senior è stato un programma televisivo italiano e spin-off di Io canto di genere talent show e musicale, andato in onda in prima serata su Canale 5 dal 10 al 31 gennaio 2025 con la conduzione di Gerry Scotti.

## Il programma
L'obiettivo del programma era quello di eleggere la voce più promettente tra gli adulti over 45 in cui la musica, però, resta la protagonista assoluta.

### Il format
Dopo il successo del primo spin-off Io canto Generation, a cui si è aggiunto successivamente il secondo spin-off Io canto Family, nel febbraio 2024 Mediaset ha annunciato la volontà di produrre lo spin-off Io canto Senior previsto per il 2025. La prima edizione, realizzata presso lo studio 20 del Centro di produzione Mediaset di Cologno Monzese, è andata in onda in prima serata su Canale 5 dal 10 al 31 gennaio 2025 con la conduzione di Gerry Scotti, affiancato dalla giuria composta da Claudio Amendola, Fabio Rovazzi, Iva Zanicchi e Orietta Berti, dai coach Anna Tatangelo, Benedetta Caretta, Cristina Scuccia, Fausto Leali, Lola Ponce e Mietta e con la partecipazione di Chiara Tortorella in qualità di inviata per R101. L'edizione si è conclusa con la vittoria di Alessandro Rea, mentre il premio R101 è stato assegnato a Saba De Rossi.

### Studi televisivi
| Studio                                                         | Edizioni | Totale |
| Studio                                                         | 1ª       | Totale |
| -------------------------------------------------------------- | -------- | ------ |
| Studio 20 del Centro di produzione Mediaset di Cologno Monzese |          | 1      |

## Cast

### Conduzione
| Conduzione   | Edizioni | Totale |
| Conduzione   | 1ª       | Totale |
| ------------ | -------- | ------ |
| Gerry Scotti |          | 1      |

### Giuria e coach
Legenda
     Giudice fisso
     Coach
| Giurati / Coach   | Edizioni | Totale |
| Giurati / Coach   | 1ª       | Totale |
| ----------------- | -------- | ------ |
| Claudio Amendola  |          | 1      |
| Fabio Rovazzi     |          | 1      |
| Iva Zanicchi      |          | 1      |
| Orietta Berti     |          | 1      |
| Anna Tatangelo    |          | 1      |
| Benedetta Caretta |          | 1      |
| Cristina Scuccia  |          | 1      |
| Fausto Leali      |          | 1      |
| Lola Ponce        |          | 1      |
| Mietta            |          | 1      |

### Direttori d'orchestra
| Direttore d'orchestra | Edizioni | Totale |
| Direttore d'orchestra | 1ª       | Totale |
| --------------------- | -------- | ------ |
| Valeriano Chiaravalle |          | 1      |

### Radio speaker
Legenda
     Inviato/a
     Emittente radiofonica
| Inviato/a / Speaker | Edizioni | Totale |
| Inviato/a / Speaker | 1ª       | Totale |
| ------------------- | -------- | ------ |
| Chiara Tortorella   |          | 1      |
| R101                |          | 1      |

## Edizioni
| Edizione | Anno | Conduzione   | Periodo         | Periodo         | Puntate | Giuria           | Giuria        | Giuria       | Giuria        | Coach          | Coach             | Coach            | Coach        | Coach      | Coach  | Inviati                  | Regia         | Concorrenti | Montepremi | Vincitori      |
| Edizione | Anno | Conduzione   | Inizio          | Fine            | Puntate | Giuria           | Giuria        | Giuria       | Giuria        | Coach          | Coach             | Coach            | Coach        | Coach      | Coach  | Inviati                  | Regia         | Concorrenti | Montepremi | Vincitori      |
| -------- | ---- | ------------ | --------------- | --------------- | ------- | ---------------- | ------------- | ------------ | ------------- | -------------- | ----------------- | ---------------- | ------------ | ---------- | ------ | ------------------------ | ------------- | ----------- | ---------- | -------------- |
| 1ª       | 2025 | Gerry Scotti | 10 gennaio 2025 | 31 gennaio 2025 | 4       | Claudio Amendola | Fabio Rovazzi | Iva Zanicchi | Orietta Berti | Anna Tatangelo | Benedetta Caretta | Cristina Scuccia | Fausto Leali | Lola Ponce | Mietta | Chiara Tortorella (R101) | Roberto Cenci | 18          | 30000 €    | Alessandro Rea |

## Audience
| Edizione | Rete televisiva | Anno | Stagione | Programmazione | Programmazione | Programmazione | Programmazione | Programmazione | Programmazione | Programmazione | Collocazione | Media auditel  | Media auditel | Premiere       | Premiere | Finale         | Finale |
| Edizione | Rete televisiva | Anno | Stagione | L              | M              | M              | G              | V              | S              | D              | Collocazione | Telespettatori | Share         | Telespettatori | Share    | Telespettatori | Share  |
| -------- | --------------- | ---- | -------- | -------------- | -------------- | -------------- | -------------- | -------------- | -------------- | -------------- | ------------ | -------------- | ------------- | -------------- | -------- | -------------- | ------ |
| 1ª       | Canale 5        | 2025 | inverno  |                |                |                |                |                |                |                | Prima serata | 2 046 000      | 14,80%        | 2 205 000      | 15,79%   | 2 159 000      | 15,94% |

## Sigla
La sigla è la canzone I Got You (I Feel Good) di James Brown, mentre per l'entrata in studio del conduttore, invece viene usata Get Up (I Feel like Being a) Sex Machine.